# Syedra
Syedra es un género de arañas araneomorfas de la familia Linyphiidae. Se encuentra en la zona paleártica y Ecozona afrotropical.

## Lista de especies
Según The World Spider Catalog 12.0:
- Syedra apetlonensis Wunderlich, 1992
- Syedra caporiaccoi Kolosváry, 1938
- Syedra gracilis (Menge, 1869)
- Syedra myrmicarum (Kulczynski, 1882)
- Syedra nigrotibialis Simon, 1884
- Syedra oii Saito, 1983
- Syedra parvula Kritscher, 1996
- Syedra scamba (Locket, 1968)